# Frankie Lee

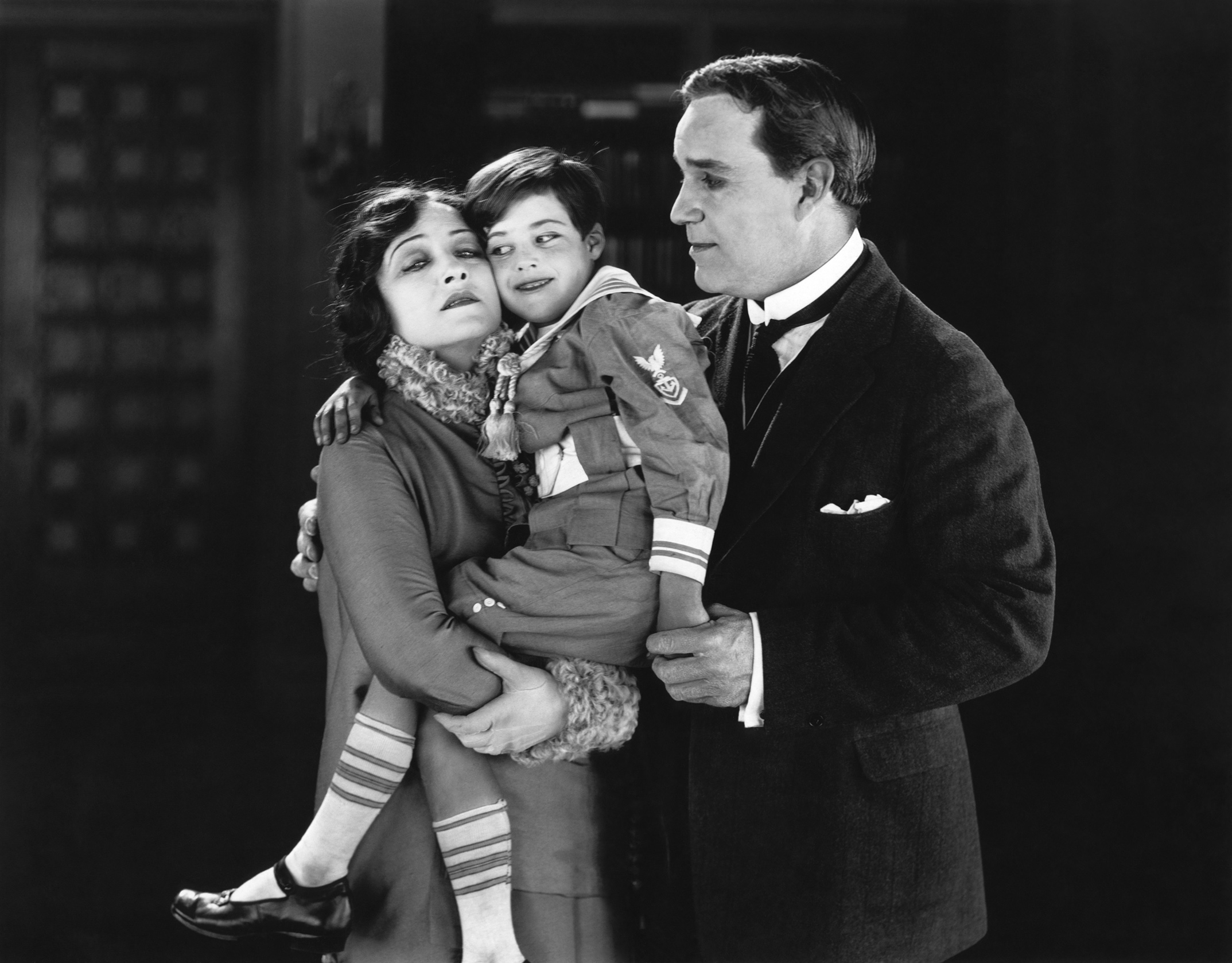
Pauline Frederick, Frankie Lee y Percy Standing en Bonds of Love (1919)

Frankie Lee (31 de diciembre de 1911-29 de julio de 1970) fue un actor cinematográfico infantil de nacionalidad estadounidense, activo en la época del cine mudo. 

## Biografía
Su nombre verdadero era Frank H. Lea, nació en Gunnison, Colorado. A los cuatro años de edad, su familia se mudó a California. Allí comenzó muy joven a trabajar en la industria cinematográfica con el nombre artístico de "Frankie Lee". Como otros actores infantiles de la época, estuvo sometido a un ritmo de trabajo impensable hoy en día, participando en 59 películas entre los años 1916 y 1925.
Tras su debut trabajando en algunos cortometrajes, Lee recibió sus primeros papeles en producciones más exigentes. En 1916 interpretó a Tiny Tim en The Right to Be Happy, una de las primeras versiones para la pantalla de A Christmas Carol, de Charles Dickens. Su imagen de "típico" niño americano le posibilitó una gran variedad de papeles importantes en filmes como Bill's Wife (1916), Little Mariana's Triumph (1917), o The Westerners (1919), aunque hoy en día quizás sea recordado como el niño con muletas curado milagrosamente en la película The Miracle Man (1919). Lee tuvo la oportunidad de trabajar con actores y directores de relieve, obteniendo una gran fama entre el público de la época, aunque sin alcanzar el estatus de estrella que obtuvieron otros actores infantiles como Jackie Coogan, Baby Peggy o Philippe De Lacy. Su único papel como protagonista llegó en Robin Hood, Jr. (1923), cinta en la que actuó con Peggy Cartwright, otra actriz infantil.
Irónicamente, justo cuando su edad y la llegada del cine sonoro finalizaron su carrera y le dejaron sin trabajo, su hermano Davey Lee, trece años menor que él, fue el primer actor infantil en adquirir una gran fama dentro del nuevo cine sonoro.
Mientras que Davey continuó participando en eventos conmemorativos tras su breve carrera, Frankie Lee vivió el resto de su vida sin contacto alguno con el mundo del espectáculo y con su pasado como actor infantil.

## Muerte
El 29 de julio de 1970, Lee recibió cuatro disparos en la cabeza mientras dormía en su apartamento-estudio de Los Ángeles, California, 5 meses antes de cumplir 59 años. La causa de su muerte se debió a un homicidio. 

## Selección de su filmografía
- 1916 : Her Greatest Story, de Lynn Reynolds - cortometraje
- 1916 : Bill's Wife - cortometraje
- 1916 : Her Husband's Faith - cortometraje
- 1916 : Her Husband's Honor - cortometraje
- 1916 : Grouches and Smiles - cortometraje
- 1916 : The Right to Be Happy
- 1917 : God's Crucible
- 1917 : One Touch of Sin
- 1917 : The Bronze Bride
- 1917 : The Boss of the Lazy Y
- 1917 : By Speshul Delivery - cortometraje
- 1917 : The Field of Honor
- 1917 : Durand of the Bad Lands, de Richard Stanton
- 1917 : The Soul of Satan
- 1917 : Little Mariana's Triumph
- 1917 : Cheating the Public
- 1917 : The Kaiser, the Beast of Berlin
- 1918 : Quicksand
- 1919 : The Law of Men
- 1919 : Daddy-Long-Legs
- 1919 : Rough Riding Romance
- 1919 : The Miracle Man, de George Loane Tucker
- 1919 : Bonds of Love
- 1919 : Jinx
- 1920 : Judy of Rogue's Harbor
- 1920 : Nurse Marjorie
- 1920 : Moon Madness
- 1920 : An Old Fashioned Boy, de Jerome Storm
- 1920 : Godless Men
- 1921 : The Killer
- 1921 : The Other Woman
- 1921 : A Certain Rich Man
- 1921 : The Foolish Matrons, de Clarence Brown y Maurice Tourneur
- 1921 : Shame
- 1921 : The Primal Law
- 1921 : The Sin of Martha Queed
- 1921 : The Swamp
- 1922 : Deserted at the Altar
- 1922 : The Third Alarm
- 1923 : The Hero, de Louis J. Gasnier
- 1923 : The Flame of Life
- 1923 : Robin Hood, Jr.
- 1923 : Barefoot Boy, de David Kirkland
- 1923 : Children of the Dust
- 1923 : The Age of Desire
- 1923 : The Unknown Purple
- 1924 : Poisoned Paradise: The Forbidden Story of Monte Carlo
- 1925 : Code of the West
- 1925 : The Golden Strain